# Der heimliche Aufmarsch gegen die Sowjetunion
Der heimliche Aufmarsch gegen die Sowjetunion (em alemão: A marcha secreta contra a União Soviética) é um poema escrito por Erich Weinert. Teve uma versão em música composta no outono de 1930 por Vladimir Vogel. Outros como Ernst Busch e Hanns Eisler gravaram suas versões. Esta última foi regravada em 1938, tornando-se a versão mais famosa, sendo tocada em comícios do Partido Comunista
A letra trata sobre uma premissa comum a muitos entre 1929 e 1933 de quê a União Soviética representava a nação do progresso, e como tal precisava ser protegida como o núcleo, como a grande esperança de uma nova sociedade.

## Letra
Operários, camponeses, armem-se! Acabem com os exércitos fascistas de ladrões! Coloquem todas as regiões em chamas! Original (em alemão): Arbeiter, Bauern, nehmt die Gewehre zur Hand! Zerstampft die faschistischen Räuberheere! Setzt alle Länder in Brand!— Trecho do texto de Erich Weinert (em alemão)
O vocabulário marcial e a rude ingenuidade da letra são reconhecíveis como Kampfmusik, ou seja, música para ativar e educar as massas para luta revolucionária. O apelo aberto à guerra civil presente na letra possivelmente forma a contradição básica deste movimento revolucionário (bem como o de outros também) por requerer que a oposição ao poder dominante seja através da força ao invés de palavras e que o caminho para uma sociedade humana sem classes seja forrado por cadáveres.

## Versões em música
A versão de Eisler é distinguivelmente transparente em sua duração e, sem ser demasiada simples, leva em consideração as capacidades do músico amador. Os versos são submetidos a uma métrica urgente 6/8 que representa a preparação "secreta" da guerra contra a União Soviética. Com a sensação latente da batida dupla da moção conducente de oito notas, uma relação direta é estabelecida com o ritmo da marcha 2/4 do refrão. Assim como uma contra-revolução - "Mobilmachung gegen die Sowjetunion" (Mobilização contra a União Soviética) - e uma revolução - "Arbeiter, Bauern, nehmt die Gewehre" (Trabalhadores, camponeses, armem-se) - são, como no padrão de letra de Winert, colocadas em relação uma com a outra, também o belicista dos estados imperialistas e seus governantes são do mesmo modo subversivamente minados.
A versão de Vogel é formalmente construída em uma forma similar, ou seja, com um intercâmbio de verso ritmicamente falado e refrão cantado, como foi às vezes a prática de tropas agitprop. Em contraste com Eisler, o contraste regular de verso e refrão rompem os arranjos de transparência crescente do verso de abertura com novas configurações do material-fonte ou por enriquecê-lo com variações relacionadas à letra. Esta relação direta da letra com a música é característica da composição de Vogel.